# Francisco Alvarado Juárez
Francisco Alvarado-Juárez es un artista visual estadounidense nacido en Honduras dedicado a la fotografía, la pintura, instalaciones, video y técnica mixta. 

## Vida
Francisco Alvarado-Juárez nació en Tela, Honduras, y en su adolescencia emigró a Nueva York, Estados Unidos, en 1965. En la actualidad, reside en Manhattan, Nueva York, Estados Unidos de América.
En 1978 se muda a Washington D.C. La compra de uno de sus cuadros por el coleccionista de arte contemporáneo Joseph Hirshhorn y su esposa en el '78 dio el reconocimiento de Francisco en la comunidad artística de Washington D.C. Francisco Alvarado-Juárez considera este evento como una especie de graduación como artista plástico, al no tener estudios formales en la materia. El residir en Estados Unidos le ha permitido recibir un sinnúmero de becas y premios del gobierno federal, estatal y de fundaciones a nivel internacional, que le han facilitado desenvolverse en su carrera artística.

## Estudios
Alvarado-Juárez estudió literatura e historia en la Universidad de Stony Brook, Nueva York, donde se gradúa con honores.  En Stony Brook funda y edita durante 3 años la revista literaria Tláloc, que llega a tener un tiraje internacional con grandes personajes de la literatura latinoamericana, entre ellos: Gabriel García Márquez, Carlos Fuentes, Ernesto Cardenal, Octavio Paz, Enrique Lihn y Oscar Hahn. A mediados de los 70 empieza su carrera en la fotografía y posteriormente en la pintura,  instalación y video.
En 1974 obtiene su grado de Bachelor of Arts, en la Universidad de Stony Brook, Nueva York.
En 1975 completa un curso de impresión a color en el  International Center of Photography (ICP), Nueva York. 
En 1993 obtiene su maestría en Bellas Artes del Maryland Institute, College of Art en Baltimore.

## Obra
Después de la Universidad de Stony Brook, Francisco Alvarado-Juárez se dedica a la fotografía en la ciudad de Nueva York, desarrollando el comienzo de una carrera artística en forma autodidacta. Estudia a los maestros, especialmente en el Museo de Arte Moderno donde descubre que la fotografía en blanco y negro es lo único que coleccionan. Le fascina la fotografía a color. Completa su primer portafolio de trabajos callejeros en 1976. “New York” será su primera exposición individual ese mismo año en el International Center of Photography. Luego, en Washington D.C. comienza a pintar, teniendo sus primeras exposiciones individuales en esa ciudad y en Soho, Nueva York. En la pintura, desde su comienzo, utilizará los colores brillantes que serán un elemento importante a través de toda su obra. Inquieto por naturaleza, salta a la instalación, video y sonido siempre tratando de experimentar con nuevas técnicas, reinventándose constantemente. Sus instalaciones en gran escala toman un nuevo rumbo en 1992 cuando utiliza ochocientas bolsas de papel del supermercado pintadas y cortadas a mano. Esa exposición titulada “Reefs: Song of the Ocean” la expone en el Islip Art Museum de Nueva York. Las instalaciones han llegado a tener cinco mil bolsas de papel, 20 toneladas de arena, miles de residuos marinos y terrestres, cientos de plantas, decenas de pinturas en gran formato, proyecciones de video en un espacios monumental como son el Southampton Arts Center, Museo Pablo Serrano, Everson Museum of Art, Denver Art Museum y North Dakota Museum of Art. Los temas en sus obras suelen ser ecológicos, animales en peligro de extinción, mitología y el conflicto entre el ser humano y la naturaleza. Llega a utilizar una gran variedad de flora y fauna donde mezcla fantasía y realidad. Sus pinturas suelen tener fondos abstractos, lo que lógicamente lo lleva, en 2016, a su primera serie en esta disciplina. 
Las obras de Francisco Alvarado-Juárez se encuentran en colecciones permanentes de diversos museos y se han expuesto de manera individual y en grupo en diferentes países del mundo, entre ellos: Estados Unidos, Canadá, Brasil, España, Venezuela, México, Hungría, Cuba, Nicaragua y Honduras, siendo así el primer hondureño en lograr tales hazañas. Su obra se encuentra en otras en las colecciones permanentes:
- The Art Gallery, University of Maryland
- Banco Atlántida, Honduras
- The Bronx Museum of the Arts, Nueva York
- Brooklyn Museum of Art, Nueva York
- Cartón de Venezuela, Caracas
- Everson Museum of Art, Nueva York
- Housatonic Museum of Art, Connecticut
- Islip Art Museum, Nueva York
- Museo de Arte Contemporáneo –Ateneo de Yucatán, Mérida, México
- Museo de Arte Contemporáneo, Caracas
- Museo de Arte de Querétaro, México
- Museo de Bellas Artes, Caracas
- Museo Pablo Serrano, Zaragoza, España
- Museo Universitario del Chopo, México, DF
- The Museum of Television and Radio, Nueva York
- North Dakota Museum of Art, Dakota del Norte
- The Noyes Museum of Art, Nueva Jersey
- San Antonio Museum of Art, Texas
- Southampton Arts Center, Southampton, Nueva York
- Smithsonian American Art Museum, Washington D.C.
- The Studio Museum in Harlem, Nueva York
- Washington State’s Art in Public Places Program, Estado de Washington

### Literatura
Se han publicado la siguiente selección de libros, folletos, artículos y videos:
·       Sociales, La Tribuna, Tegucigalpa, Honduras, 9 de octubre, 2019 
·       https://www.latribuna.hn/2019/10/09/francisco-alvarado-en-la-bienal-internacional-de-mykonos/
·       https://mykonosbiennale.com/artfestival/artist/francisco-alvarado-juarez/
·       Katenin Galo, El Heraldo, Tegucigalpa, Honduras, 20 de septiembre, 2019
·       https://www.pressreader.com/honduras/diario-el-heraldo/20190920/282222307471224
·      C. Kelly, The Riverdale Press, Bronx, NY, 27 de noviembre, 2018
·      https://artinnewyorkcity.com/2018/12/10/tree-trunks-of-the-grand-canyon-presented-by-internationally-renowned-artist-francisco-alvarado-juarez/
·      https://riverdalepress.com/stories/photo-exhibit-tree-trunks-of-the-grand-canyon-by-internationally-renowned-artist-francisco,67532
·      https://southamptonartscenter.org/event/light-ocean-installation-francisco-alvarado-juarez/
·      Annette Hinkle, The Southampton Press, 27 East, Southampton, NY, 1 de noviembre,  2018
·      https://www.27east.com/arts/immersive-art-experience-at-southampton-arts-center-will-evoke-a-very-literal-sense-of-place-2-1329626/
·      Mark Segal, The East Hampton Star, East Hampton, NY, Vol. CXXXIII, # 16, noviembre, 2018
·      Beth Young, East End Beacon, New Suffolk, NY, Vol. 2, # 11, noviembre, 2018
·      https://www.eastendbeacon.com/a-magical-trip-through-the-wonder-of-the-sea/
·      Nicole Teitler, The Independent, East Hampton, NY, Vol. 26, # 9, 31 de octubre, 2018
·      https://www.danspapers.com/2018/10/light-of-the-ocean/
·      Pat Rogers, Hamptons Art Hub, Sag Harbor, NY, 30 de octubre, 2018
·      https://hamptonsarthub.com/2018/10/30/news-art-volunteers-sought-for-site-specific-installation-opening-friday-at-southampton-arts-center/
·      Juan Carlos Soto, director ejecutivo. Moldeado por el Arte (video), UTV, Tegucigalpa, Honduras 9 de octubre, 2018
·      https://www.youtube.com/watch?v=Z7-1vD9vP3c&t=9s
·      Michelle Trauring, The Sag Harbor Express, Sag Harbor, NY, Vol. 160, #13, septiembre, 2018
·      https://sagharborexpress.com/recycled-reinvented-work-francisco-alvarado-juarez/
·       Samaí Torres, El Heraldo, Tegucigalpa, Honduras, 20 de julio, 2018
·       https://www.elheraldo.hn/entretenimiento/1199667-466/el-pintor-hondure%C3%B1o-francisco-alvarado-expondr%C3%A1-en-nueva-york
·       https://www.ndmoa.com/past-2017-francisco-alvaradojuarez
·       https://dakotastudent.com/10887/arts-comm/the-beauty-of-weeds/
·       April Baumgarten, Grand Forks Herald, Grand Forks, ND, 6 de agosto, 2017
·       https://www.grandforksherald.com/news/4308187-artist-using-3600-paper-bags-transforms-nd-art-museum-wing-weed-environment       
·       Mercy Berrios, entrevistadora, UTV-UNAH, Tegucigalpa, Honduras, 26 de junio, 2017
·       https://www.youtube.com/watch?v=n5rz-u2XClY&t=854s
·       Samaí Torres, El Heraldo, Tegucigalpa, Honduras, 10 de mayo, 2017
·       https://www.elheraldo.hn/entretenimiento/1070175-466/el-artista-hondure%C3%B1o-francisco-alvarado-expondr%C3%A1-en-dakota-del-norte
·       Círculos, Quién, México, DF, 8 de diciembre, 2016
·       https://www.quien.com/circulos/2016/12/08/francisco-alvarado-juarez-llega-a-la-bienal-latinoamericana        
·       Samaí Torres, El Heraldo,  Tegucigalpa, Honduras, 18 de noviembre, 2016 
·       https://www.elheraldo.hn/entretenimiento/1018926-466/francisco-alvarado-en-la-bienal-del-bronx
·       Ana Flores, La Tribuna, Tegucigalpa, Honduras, 31 de octubre, 2016
·       Who's Who in American Art, Marquis Publisher, New Providence, NJ, 36th Edition, 2016
·       Enrique Oyuela, Tiempo, San Pedro Sula, Honduras, 15 de agosto, 2015
·       https://tiempo.hn/francisco-alvarado-juarez-presenta-exposicion-territorios-diafanos/          
·       Sociales,  La Tribuna, Tegucigalpa, Honduras, 11 de agosto, 2015        
·       Samaí Torres,  El Heraldo, Tegucigalpa, Honduras, 10 de agosto, 2015
·       https://www.elheraldo.hn/vida/867215-318/los-territorios-di%C3%A1fanos-de-francisco-alvarado?mainImg=1
·       Samaí Torres,  El Heraldo, Tegucigalpa, Honduras, 30 de octubre, 2015
·       https://www.elheraldo.hn/otrassecciones/nuestrasrevistas/844925-373/francisco-alvarado-entre-la-tierra-y-el-mar
·       Arte, Cromos, Vol. 16 - 7, # 186, Tegucigalpa, Honduras, julio, 2015  
·       Samaí Torres, Revistas, El Heraldo, Tegucigalpa, Honduras, 31 de mayo, 2015
·       https://olanchito.wordpress.com/2015/03/13/francisco-alvarado-juarez-arte-desde-el-tropico-hondureno-hasta-las-metropolis-del-mundo/  
·       Francisco Miraval, La Prensa de Colorado, Denver, Colorado, 15 de mayo, 2015
·       https://www.sandiegouniontribune.com/en-espanol/sdhoy-el-hondureno-alvarado-juarez-crea-una-muestra-2015may15-story.html
·       Insider Moment with Francisco Alvarado-Juárez, Denver Art Museum, Denver, Colorado, 12 de mayo, 2015
·       https://www.denverartmuseum.org/en/blog/community-collaboration-creativity-aqua-terra-terra-aqua
·       Ana Flores,  La Tribuna, Tegucigalpa, Honduras, 26 de febrero, 2015
·       Who's Who in American Art, Marquis Publisher, New Providence, NJ, 35th Edition, 2015
·       Outstanding People in the Arts Today, International Biographical Centre, Cambridge, Inglaterra, 2014
·       Who's Who in American Art, Marquis Publisher, New Providence, NJ, 34th Edition, 2014
·       https://trashmaniandevil.wordpress.com/2013/02/04/its-in-the-bag/
·       Patricia Herrera, entrevistadora. Arte y Pintura (videotape), Quinto Suyo TV, Nueva York, 11 de mayo, 2013
·       https://www.youtube.com/watch?v=IbEHlk1A6Ws
"Secretos de Flora y Fauna", Jardín Borda, Cuernavaca, (2006)
- "Secretos de Flora y Fauna", Instituto de Cultura de Campeche, Campeche, México, (2005)
- Who's Who in the World,  Marquis Publisher, Edición 22nd, Nueva Providence, Nueva Jersey, (2005)
- "Diario de Querétaro",  Margarita Ladrón de Guevara Heresmann, Julio 31, Querétaro, México, (2005)
- "Noticias", Mireya Ballesteros, Julio 20, Querétaro, México, (2005)
- Who’s Who in America,  Marquis Publisher, Edición 58th , Nueva Providence, Nueva Jersey, (2004)
- "Review –Latin American Literature and Arts",  Ronald DeFeo, Otoño, # 67, Nueva York, (2002)
- "Canto a la Fauna Americana", Museo de Arte Contemporáneo de Oaxaca, (2002)
- Canto a la Fauna (videotape),  Francisco Alvarado-Juárez, director. Alva Productions, Nueva York, (2002)
- "Canto a la Fauna", Everson Museum of Art, (2001)
- "Syracuse New Times", Carl Mellor, Marzo 14-21, Syracuse, Nueva York, (2001)
- "La Mitología de la Flora y de la Fauna", Museo Pablo Serrano, Zaragoza, España, (2000)
- "Heraldo de Aragón",  Sergio del Molino, Agosto 24, Zaragoza, España, (2000)
- "Antena de Aragón TV",  Arantxa Urzay, entrevistadora. Cultura, Julio 12, Zaragoza, España, (2000)
- "El Periódico", Bárbara Yánez, Julio 12, Zaragoza, España, (2000)
- "Sala de Arte Los Lavaderos",  Leticia Roa Nixon, Santa Cruz de Tenerife, España, (1999)
- "Courier-Post", Robert Baxter,  Agosto 21, Nueva Jersey, (1998)
- "The Philadelphia Inquirer",  Edward J. Sozanski, Agosto 21, Filadelfia, Pensilvania, (1998)
- "The New York Times",  Helen A. Harrison,  Julio 21, Long Island, NY (1996)
- "Museo Universitario del Chopo", Mario del Valle,  México, DF, (1995)
- "La Jornada", Merry Mac Masters, Agosto 9, México, DF, (1995)
- "El Nacional",  Cynthia Palacios Goya, Julio 19, México, DF, (1995)
- "El Financiero", Mario del Valle, Julio 18, México, DF, (1995)
- "El Universal", Jorge Luis Berdeja, Julio 12, México, DF, (1995)
- "Border to Border: Across Lines", The Contemporary Arts Center, Cincinnati, (1994)
- "ARTnews",  Barbara A. MacAdam, Vol. 93, # 9, Nov., Nueva York (1994)
- "La Tribuna",  Filadelfo Suazo, Agosto 14, Tegucigalpa, Honduras, (1993)
- "Art Nexus",  Giulio V. Blanc, # 3, Enero, Bogotá, Colombia, (1992)
- "ARTnews", Ruth Bass, Vol. 91, # 9, Nov., Nueva York, (1992)
- "The New York Times",  Helen A. Harrison, Oct. 25, Long Island, NY, (1992)
- "Working in Brooklyn-Painting", Brooklyn Museum of Art, (1987)
- "Native Stranger", Carter Ratcliff,  El Museo del Barrio, (1986)
- "Native / Stranger" (videotape), Pablo Sánchez, director.  I.C.S. Productions,  Washington, DC, (1986)
- "American Art Now", Edward Lucie-Smith, Nueva York, (1985)
- "ARTnews", Eleanor Heartney, Vol. 88, # 4, Abril, Nueva York, (1989)
- "Fractured Spaces",  InterAmerican Art Gallery,Miami, (1990)
- "From the Studio: Artists-in-Residence, 1987-1988",  The Studio Museum in Harlem, (1988)
- "New Art Examiner",  Mike Giuliano, Vol. 15, # 11, verano, Washington, DC, (1988)
- "Manchete",  Elsie Rotenberg,  Vol. 35, # 1852, Oct. 17, Río de Janeiro, Brazsil, (1987)
- "New Art Examiner",  Mary McCoy, Vol. 12, # 2, Nov., Washington, DC, (1984)
- "The Washington Times",  Jane Addams Allen, Sept. 27, Washington, DC, (1984)
- "The Washington Post",  Michael Welzenbach, Sept. 17, Washington, DC, (1984)

### Pintura
Francisco ha pintado cientos de obras, entre ellas se pueden mencionar:
- La serie de pinturas Cosmic Encounters.
- La serie de pinturas NATURE’S CALL: MEMORY OF FORGETTING
- La serie de pinturas After The Tsunami[1]
- Mythological Creatures, donada al Smithsonian American Art Museum por el artista Texano Rolando Briseno[2]

### Fotografía
Su trabajo fotográfico se presenta en Disco Compacto en la que muestra un selección de sus trabajos “By the Shore of the Hudson River: Manhattan” en donde muestra escenas de el río Hudson entre las calles 96 y 125, además de la serie “Between Light and Shadow.” capturadas en México entre 2005 y 2007.

### Instalaciones
En 1998 presenta la instalación "Dangerous Game" en Nueva York. Además destaca su instalación "Tesoros Ajenos". En 2008 presenta su instalación fotográfica "Between Light and Shadow" en el Instituto Veracruzano de la Cultura, Veracruz, México.

### Vídeos
Entre sus creaciones visuales en vídeo destacan "Reflections: Hudson River, Manhattan # 1-4" en el que muestra sus trabajos sobre el río Hudson, además "tesoros ajenos" y  “Reflections of the Alhambra, Granada, Spain,”.

## Exhibiciones
Francisco Alvarado ha presentado sus obras en más de 45 exposiciones individuales y en más de 80 exposiciones colectivas. En 1976 presenta su primera exposición individual llamada Nueva York.
En 1993 realizó una exposición en la galería de arte Portales en Honduras en la que presentó una selección de sus trabajos entre 1978 y 1973.
El 12 de julio de 2011 realiza la exposición Espejos de Luz en la Galería Nacional de Arte de Tegucigalpa en la que presenta 28 lienzos una selección de sus últimos 8 años de trabajo de las series: Después del Tsunami, Topografía del amor, Secretos de flora y fauna, y también una instalación.
El 14 de julio 2015 es la primera noche de la Fiesta de la Calle y Celebración teniendo lugar desde las 8pm hasta las 11pm en el pavillón biennial, 1550 Calle Wewatta y en el Museo de Arte Contemporanio de Denver, 1485 Calle Delgany, ambos en Denver, Colorado.  Un proyecto que continua es dirigido por Francisco Alvarado Juárez y artistas de Denver, reflejara el tema NOW! y continuara toda la semana.

## Premios
Ha ganado los siguientes premios y becas
2019  Albert Nelson Marquis Lifetime Achievement Award, Marquis Publisher, New Providence, NJ
2005  Fulbright Scholar Program, Research Fellowship, Oaxaca, México
2004  Fundación Valparaíso, Almería, Spain, Artist-in-Residence, Fellowship
2004  Gottlieb Foundation, Grant
2004  The Wheeler Foundation, Grant
2000  The Pollock-Krasner Foundation, Fellowship (Installation)
2000  The New York Foundation for the Arts, Fellowship (Painting)
1998  Mid Atlantic Arts Foundation, Artist-in-Residence, Fellowship (sponsor: The Noyes Museum of Art)
1995  Washington State's Art in Public Places Program, Painting Commission
1993  Mid Atlantic Arts Foundation, Artist-in-Residence, Fellowship (sponsor: Maryland Institute)
1991  Philip Morris, two year Fellowship
1991  The Pollock-Krasner Foundation, Fellowship (Painting)
1989  National Endowment for the Arts, Fellowship (Painting)
1989  United Nations Children's Fund, Commission (Flag Stamp Program)
1987  The Studio Museum in Harlem, Artist-in-Residence
1987  Varig Airlines, Travel Award to the 19th São Paulo International Biennial
1985  National Endowment for the Arts, Fellowship (Painting)
1985  DC Commission on the Arts and Humanities, Fellowship (Painting)
1984  Arlington Arts Center, Award Recipient; juror: Holly Solomon
1984  The Canadian Club Hispanic Art Tour, segundo lugar 
1984  Cartón de Venezuela (Container Corporation of America), Serigraph Print Commission
1983  Arlington Arts Center, Award Recipient; juror: Frederick Brandt
1982  DC Commission on the Arts and Humanities, Fellowship (Painting)

## Sitios web
- http://www.franciscoalvarado.com/